# Хокей на зимових Олімпійських іграх 2014 — чоловічий турнір
Хокейний турнір на зимових Олімпійських іграх 2014 відбувався з 12 по 23 лютого 2014 року в місті Сочі (Росія).

## Група А
| М | Команда    | І | В | ВО | ПО | ПО | ЗШ | ПШ | О |
| - | ---------- | - | - | -- | -- | -- | -- | -- | - |
| 1 | США        | 3 | 2 | 1  | 0  | 0  | 15 | 4  | 8 |
| 2 | Росія      | 3 | 1 | 1  | 1  | 0  | 8  | 5  | 6 |
| 3 | Словенія   | 3 | 1 | 0  | 0  | 2  | 6  | 11 | 3 |
| 4 | Словаччина | 3 | 0 | 0  | 1  | 2  | 2  | 11 | 1 |

| 13 лютого 2014 |

| Росія | 5–2 | Словенія                              |
| --- | --- | ------------------------------------- |
| Олександр Овечкін — 01:17 Євген Малкін — 03:54 Ілля Ковальчук — 37:48 Валерій Нічушкін — 43:59 Антон Бєлов — 47:53 |     | 21:43 — Жига Єглич 38:52 — Жига Єглич |

| «Большой» (Сочі) Глядачів: 11 653 |

| 13 лютого 2014 |

| Словаччина          | 1–7 | США |
| ------------------- | --- | --- |
| Томаш Татар — 20:24 |     | 14:27 — Джон Карлсон 21:26 — Раєн Кеслер 22:32 — Пол Штястний 28:16 — Девід Бекес 33:30 — Пол Штястний 34:20 — Філ Кессел 35:17 — Дастін Браун |

| «Шайба» (Сочі) Глядачів: 4 119 |

| 15 лютого 2014 |

| Словаччина         | 1–3 | Словенія                                                      |
| ------------------ | --- | ------------------------------------------------------------- |
| Томаш Юрчо — 59:42 |     | 43:23 — Рок Тічар 48:59 — Томаж Разінгар 49:22 — Анже Копітар |

| «Большой» (Сочі) Глядачів: 7 438 |

| 15 лютого 2014 |

| США                                                         | 3–2 (б.) | Росія                                   |
| ----------------------------------------------------------- | -------- | --------------------------------------- |
| Кем Фаулер — 36:34 Джо Павелскі — 49:27 Ті Джей Оші — буліт |          | 29:15 — Павло Дацюк 52:44 — Павло Дацюк |

| «Большой» (Сочі) Глядачів: 11 678 |

| 16 лютого 2014 |

| Росія                     | 1–0 (б.) | Словаччина |
| ------------------------- | -------- | ---------- |
| Олександр Радулов — буліт |          |            |

| «Большой» (Сочі) Глядачів: 11 097 |

| 16 лютого 2014 |

| Словенія              | 1–5 | США                                                                                                 |
| --------------------- | --- | --------------------------------------------------------------------------------------------------- |
| Марцел Родман — 59:42 |     | 01:04 — Філ Кессел 04:33 — Філ Кессел 31:05 — Філ Кессел 32:17 — Раєн Мак-Донаф 43:26 — Девід Бекес |

| «Шайба» (Сочі) Глядачів: 4 892 |

## Група В
| М | Команда   | І | В | ВО | ПО | ПО | ЗШ | ПШ | О |
| - | --------- | - | - | -- | -- | -- | -- | -- | - |
| 1 | Канада    | 3 | 2 | 1  | 0  | 0  | 11 | 2  | 8 |
| 2 | Фінляндія | 3 | 2 | 0  | 1  | 0  | 15 | 7  | 7 |
| 3 | Австрія   | 3 | 1 | 0  | 0  | 2  | 7  | 15 | 3 |
| 4 | Норвегія  | 3 | 0 | 0  | 0  | 3  | 3  | 12 | 0 |

| 13 лютого 2014 |

| Фінляндія | 8–4 | Австрія                                                                                            |
| --- | --- | -------------------------------------------------------------------------------------------------- |
| Мікаель Гранлунд — 05:15 Самі Лепісто — 11:23 Оллі Мяяття — 19:25 Яркко Іммонен — 19:33 Юссі Йокінен — 21:43 Петрі Контіола — 32:10 Яркко Іммонен — 51:25 Мікаель Гранлунд — 58:25 |     | 00:36 — Міхаель Грабнер 09:19 — Томас Гундертпфунд 41:29 — Міхаель Грабнер 54:22 — Міхаель Грабнер |

| «Большой» (Сочі) Глядачів: 5 664 |

| 13 лютого 2014 |

| Канада                                                 | 3–1 | Норвегія               |
| ------------------------------------------------------ | --- | ---------------------- |
| Ші Вебер — 26:20 Джеймі Бенн — 35:19 Дрю Дауті — 41:47 |     | 40:42 — Патрік Торесен |

| «Большой» (Сочі) Глядачів: 10 261 |

| 14 лютого 2014 |

| Канада | 6–0 | Австрія |
| --- | --- | ------- |
| Дрю Дауті — 05:24 Ші Вебер — 10:12 Джефф Картер — 22:39 Джефф Картер — 24:09 Джефф Картер — 34:33 Раєн Гецлаф — 36:48 |     |         |

| «Большой» (Сочі) Глядачів: 8 969 |

| 14 лютого 2014 |

| Норвегія                | 1–6 | Фінляндія |
| ----------------------- | --- | --- |
| Пер-Оге Скредер — 41:01 |     | 05:46 — Теему Селянне 06:51 — Лаурі Корпікоскі 17:21 — Йорі Лехтеря 28:03 — Лаурі Корпікоскі 31:26 — Оллі Йокінен 57:41 — Оллі Мяяття |

| «Шайба» (Сочі) Глядачів: 3 018 |

| 16 лютого 2014 |

| Австрія                                                                | 3–1 | Норвегія                |
| ---------------------------------------------------------------------- | --- | ----------------------- |
| Міхаель Грабнер — 04:27 Міхаель Раффль — 06:52 Міхаель Грабнер — 58:23 |     | 28:05 — Пер-Оге Скредер |

| «Большой» (Сочі) Глядачів: 6 882 |

| 16 лютого 2014 |

| Фінляндія           | 1–2 (OT) | Канада                              |
| ------------------- | -------- | ----------------------------------- |
| Туомо Рууту — 38:00 |          | 13:44 — Дрю Дауті 62:32 — Дрю Дауті |

| «Большой» (Сочі) Глядачів: 11 263 |

## Група С
| М | Команда   | І | В | ВО | ПО | ПО | ЗШ | ПШ | О |
| - | --------- | - | - | -- | -- | -- | -- | -- | - |
| 1 | Швеція    | 3 | 3 | 0  | 0  | 0  | 10 | 5  | 9 |
| 2 | Швейцарія | 3 | 2 | 0  | 0  | 1  | 2  | 1  | 6 |
| 3 | Чехія     | 3 | 1 | 0  | 0  | 2  | 6  | 7  | 3 |
| 4 | Латвія    | 3 | 0 | 0  | 0  | 3  | 5  | 10 | 0 |

| 12 лютого 2014 |

| Чехія                                       | 2–4 | Швеція                                                                                        |
| ------------------------------------------- | --- | --------------------------------------------------------------------------------------------- |
| Марек Жидлицький — 28:12 Яромір Ягр — 30:01 |     | 10:07 — Ерік Карлссон 13:17 — Патрік Берглунд 20:51 — Генрік Зеттерберг 24:07 — Ерік Карлссон |

| «Большой» (Сочі) Глядачів: 11 419 |

| 12 лютого 2014 |

| Латвія | 0–1 | Швейцарія           |
| ------ | --- | ------------------- |
|        |     | 59:52 — Сімон Мозер |

| «Шайба» (Сочі) Глядачів: 5 116 |

| 14 лютого 2014 |

| Чехія                                                                                | 4–2 | Латвія                                         |
| ------------------------------------------------------------------------------------ | --- | ---------------------------------------------- |
| Мартін Ерат — 10:10 Яромір Ягр — 19:29 Якуб Ворачек — 27:06 Марек Жидлицький — 37:02 |     | 13:05 — Яніс Спруктс 22:45 — Херберт Васильєвс |

| «Большой» (Сочі) Глядачів: 5 831 |

| 14 лютого 2014 |

| Швеція                      | 1–0 | Швейцарія |
| --------------------------- | --- | --------- |
| Даніель Альфредссон — 52:39 |     |           |

| «Большой» (Сочі) Глядачів: 7 968 |

| 15 лютого 2014 |

| Швейцарія               | 1–0 | Чехія |
| ----------------------- | --- | ----- |
| Сімон Боденманн — 14:10 |     |       |

| «Большой» (Сочі) Глядачів: 10 253 |

| 15 лютого 2014 |

| Швеція | 5–3 | Латвія                                                                 |
| --- | --- | ---------------------------------------------------------------------- |
| Патрік Берглунд — 15:50 Ерік Карлссон — 22:45 Даніель Альфредссон — 36:14 Джиммі Ерікссон — 38:47 Александр Едлер — 52:20 |     | 18:48 — Лауріс Дарзіньш 21:22 — Яніс Спруктс 41:28 — Земгус Гіргенсонс |

| «Шайба» (Сочі) Глядачів: 3 709 |

## 1/8 фіналу
| 18 лютого 2014 |

| Словенія                                                                            | 4–0 | Австрія |
| ----------------------------------------------------------------------------------- | --- | ------- |
| Анже Копітар — 05:29 Ян Урбас — 11:57 Сабахудін Ковачевич — 23:21 Ян Муршак — 57:02 |     |         |

| «Большой» (Сочі) Глядачів: 6821 |

| 18 лютого 2014 |

| Росія                                                               | 4–0 | Норвегія |
| ------------------------------------------------------------------- | --- | -------- |
| Радулов — 24:12 Ковальчук — 37:11 Радулов — 58:53 Терещенко — 59:20 |     |          |

| «Большой» (Сочі) Глядачів: 11 423 |

| 18 лютого 2014 |

| Швейцарія            | 1–3 | Латвія                                                                     |
| -------------------- | --- | -------------------------------------------------------------------------- |
| Мартін Плюсс - 35:01 |     | 08:38 - Оскарс Бартуліс 11:19 - Каспарс Даугавіньш 59:00 - Лауріс Дарзіньш |

| «Большой» (Сочі) Глядачів: 7912 |

| 18 лютого 2014 |

| Чехія | 5–3 | Словаччина                                                      |
| --- | --- | --------------------------------------------------------------- |
| Алеш Гемський - 06:53 Роман Червенка - 07:22 Давід Крейчі - 17:03 Роман Червенка - 35:41 Томаш Плеканець - 59:21 |     | 38:57 - Маріан Госса 47:20 - Маріан Госса 48:51 - Томаш Суровий |

| «Шайба» (Сочі) Глядачів: 3628 |

## Чвертьфінал
| 19 лютого 2014 |

| Швеція | 5–0 | Словенія |
| --- | --- | -------- |
| Александер Стін — 18:50 Даніель Седін — 41:42 Луї Ерікссон — 48:04 Карл Хагелін — 51:27 Карл Хагелін — 56:10 |     |          |

| «Большой» (Сочі) Глядачів: 7325 |

| 19 лютого 2014 |

| Фінляндія                                        | 3–1 | Росія             |
| ------------------------------------------------ | --- | ----------------- |
| Аалтонен - 9:18 Селянне - 17:38 Гранлунд - 25:37 |     | 07:51 - Ковальчук |

| «Большой» (Сочі) Глядачів: 11 654 |

| 19 лютого 2014 |

| Канада                     | 2–1 | Латвія           |
| -------------------------- | --- | ---------------- |
| Шарп - 13:37 Вебер - 53:06 |     | 15:41 - Дарзіньш |

| «Большой» (Сочі) Глядачів: 9825 |

| 19 лютого 2014 |

| США                                                       | 5–2 | Чехія                             |
| --------------------------------------------------------- | --- | --------------------------------- |
| Браун - 14:38 Бекес - 19:58 Парізе - 29:31 Кессел - 42:01 |     | 04:31 - Гемський 53:00 - Гемський |

| «Шайба» (Сочі) Глядачів: 4606 |

## Півфінал
| 21 лютого 2014 16:00 |

| Швеція                                     | 2–1 | Фінляндія            |
| ------------------------------------------ | --- | -------------------- |
| Луї Ерікссон - 31:39 Ерік Карлссон - 36:26 |     | 26:17 - Оллі Йокінен |

| «Большой» (Сочі) Глядачів: 9476 |

| 21 лютого 2014 21:00 |

| США | 0–1 | Канада              |
| --- | --- | ------------------- |
|     |     | 24:41 - Джеймі Бенн |

| «Большой» (Сочі) Глядачів: 11 172 |

## Матч за третє місце
| 22 лютого 2014 19:00 |

| США | 0–5 | Фінляндія                                                                       |
| --- | --- | ------------------------------------------------------------------------------- |
|     |     | 21:27 - Селянне 21:38 - Йокінен 46:10 - Хієтанен 49:06 - Селянне 53:09 - Мяяття |

| «Большой» (Сочі) Глядачів: 9052 |

## Фінал
| 23 лютого 2014 16:00 |

| Швеція | 0–3 | Канада                                                          |
| ------ | --- | --------------------------------------------------------------- |
|        |     | 12:55 - Джонатан Тейвз 35:43 - Сідні Кросбі 49:04 - Кріс Кунітц |

| «Большой» (Сочі) Глядачів: 11 076 |

## Призери
| Золото | Срібло | Бронза |
| Канада Луонго Кіт Гемьюс Вебер Дауті Дюшен Шарп Марло Кунітц Гецлаф Тейвз Боумістер Таварес Бенн Перрі Сан-Луї П'єтранджело Прайс Бержерон Сміт Власич Неш Суббан Картер Кросбі Головний тренер: Майк Бебкок | Швеція Енрот Екман-Ларссон Ялмарссон Талліндер Альфредссон Берглунд Крюгер Сільверберг Бекстрем Стін Л. Ерікссон Седін Едлер Одуя Лундквіст Зеттерберг Нюквіст Д. Ерікссон Густавссон Ю. Ерікссон Н. Кронвалль Гагелін Карлссон Юганссон Ландеског Головний тренер: Пер Мортс | Фінляндія Мяяття Вяянянен Кукконен Сало Селянне Йокінен Рууту Барков Лепісто Легтеря Салмінен Іммонен Контіола Корпікоскі Ніємі Легтонен Йокінен Гієтанен Раск Пільстрем Тімонен Ватанен Аалтонен Гранлунд Комаров Головний тренер: Вестерлунд |

## Підсумкова таблиця
Підсумкове становище команд.
|    | Канада     |
|    | Швеція     |
|    | Фінляндія  |
| 4  | США        |
| 5  | Росія      |
| 6  | Чехія      |
| 7  | Словенія   |
| 8  | Латвія     |
| 9  | Швейцарія  |
| 10 | Австрія    |
| 11 | Словаччина |
| 12 | Норвегія   |

## Найкращі бомбардири
І = проведено ігор; Г = голи; П = передачі; Очк. = очки; +/− = плюс/мінус; Ш = штрафні хвилини;
| Гравець             | І | Г | П | Очк. |
| ------------------- | - | - | - | ---- |
| Філ Кессел          | 6 | 5 | 3 | 8    |
| Ерік Карлссон       | 6 | 4 | 4 | 8    |
| Мікаель Гранлунд    | 6 | 3 | 4 | 7    |
| Джеймс ван Рімсдайк | 6 | 1 | 6 | 7    |
| Міхаель Грабнер     | 4 | 5 | 1 | 6    |
| Дрю Дауті           | 6 | 4 | 2 | 6    |
| Теему Селянне       | 6 | 4 | 2 | 6    |
| Олександр Радулов   | 5 | 3 | 3 | 6    |
| Ші Вебер            | 6 | 3 | 3 | 6    |
| Павло Дацюк         | 5 | 2 | 4 | 6    |

## Найкращі воротарі
| Гравець            | ЧНЛ    | К   | ГП | СП   | %ВК   | ША |
| ------------------ | ------ | --- | -- | ---- | ----- | -- |
| Кері Прайс         | 302:32 | 106 | 3  | 0,59 | 97.17 | 2  |
| Йонас Гіллер       | 179:09 | 68  | 2  | 0,67 | 97.06 | 2  |
| Сергій Бобровський | 157:12 | 63  | 3  | 1,15 | 95.24 | 1  |
| Матіас Ланге       | 139:38 | 84  | 4  | 1,72 | 95.24 | 0  |
| Едгарс Масальскіс  | 179:52 | 111 | 6  | 2,00 | 94.59 | 0  |

ЧНЛ = часу на льоду (хвилини: секунди); КП = кидки; ГП = голів пропушено; СП = Середня кількість пропущених шайб; %ВК = відбитих кидків (у %); ША = шатаути

## Індивідуальні здобутки

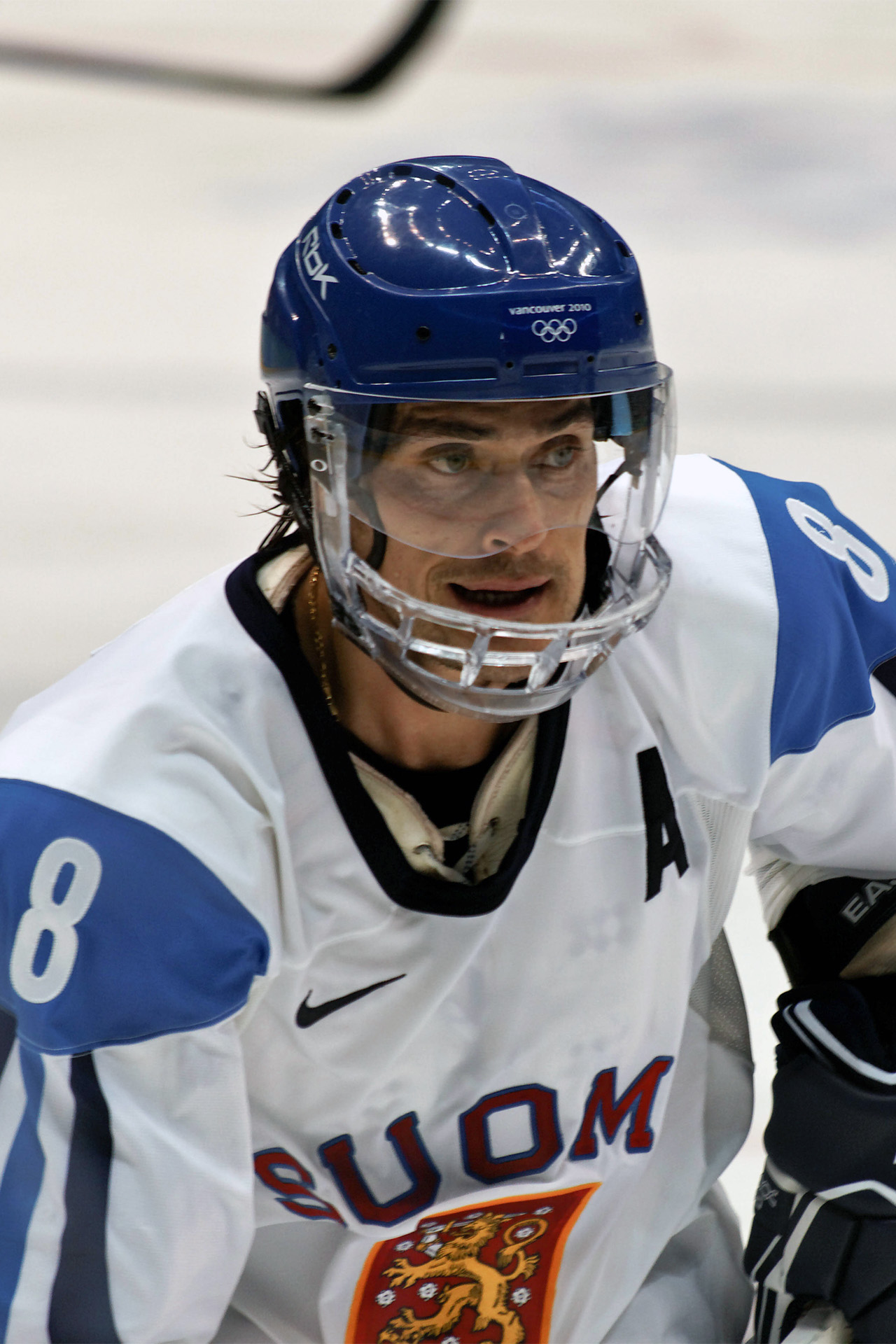
Найцінніший гравець: Теему Селянне

Найкращі гравці
- Найкращий воротар:  Кері Прайс
- Найкращий захисник:  Ерік Карлссон
- Найкращий нападник:  Філ Кессел
- Найцінніший гравець:  Теему Селянне

Команда усіх зірок
- Воротар:  Генрік Лундквіст
- Захисники:  Ерік Карлссон —  Дрю Дауті
- Нападники:  Теему Селянне —  Філ Кессел —  Мікаель Гранлунд